# Bisdom Setúbal
Het bisdom Setúbal (Latijn: Dioecesis Setubalensis) is een rooms-katholiek bisdom met als zetel Setúbal, hoofdstad van het district Setúbal, in Portugal. Het bisdom is suffragaan aan het patriarchaat Lissabon.

## Geschiedenis
Het bisdom werd opgericht op 16 juli 1975, uit delen van het bisdom Beja, aartsbisdom Évora en patriarchaat Lissabon. Op 12 november 1998 werd het bisdom uitgebreid met het seminarie van Sint Paulus in Almada en het Christus Koning standbeeld in Almada, die voorheen onder het patriarchaat Lissabon vielen. 

## Parochies
Het bisdom had in 2022 een oppervlakte van 1.500 km2 en telde 784.183 inwoners waarvan 69,7% rooms-katholiek was.

## Bisschoppen
- Manuel da Silva Martins (16 juli 1975 - 23 april 1998)
- Gilberto Délio Gonçalves Canavarro dos Reis (23 april 1998 - 24 augustus 2015)
- José Ornelas Carvalho (24 augustus 2015 - 28 januari 2022)
- Américo Manuel Alves Aguiar (21 september 2023 - heden; kardinaal)